# Wintergartenhochhaus
Il Wintergartenhochhaus è un grattacielo residenziale nella città tedesca di Lipsia. Fu costruito dal 1970 al 1972, conta 32 piani ed è il terzo grattacielo più alto di Lipsia dopo il City-Hochhaus e l'Hotel The Westin. Con un'altezza totale di 106,8 metri, di cui 95,5 metri di pura altezza dell'edificio, era l'edificio residenziale più alto della RDT ed è ora tra i primi cento nella lista dei grattacieli in Germania. Come edificio di modernità e testimonianza di storia dell'architettura della RDT con valore di rarità, è sotto protezione dei beni culturali.

## Localizzazione e classificazione urbana
Il Wintergartenhochhaus è posto al limite nord-orientale del centro storico, nelle immediate vicinanze della stazione centrale, all'incrocio con Wintergartenstrasse e non lontano da Augustusplatz. A ovest si trova il parco dello Schwanenteich. Il grattacielo è noto anche per il cartello pubblicitario da 18 tonnellate doppia M della Fiera di Lipsia che ruota sul tetto.
Il concetto di Ringcity di Hubert Ritter conteneva già l'idea di erigere dominanti di altezza strutturale all'esterno dell'anello che circonda il nucleo centrale. Negli anni sessanta sono state specificate le posizioni immaginabili per il Wintergartenhochhaus e il City-Hochhaus.
L'inquadramento urbanistico e l'espressività architettonica distintiva sono scaturiti dalla scelta del luogo, dai requisiti funzionali e dai processi di tecnologia costruttiva applicati. Per il Wintergartenhochhaus, l'efficacia nello spazio urbano con la forma curva degli edifici esistenti era particolarmente importante, poiché il grattacielo poteva essere classificato solo dietro la linea di costruzione estesa. Il portico a due piani, con la sua lunga facciata ovest, seguiva la linea leggermente curva dell'edificio specificata dai condomini di Georgiring.
I brevi tempi di preparazione hanno richiesto lo sforzo concentrato di architetti e ingegneri impegnati, nonché l'utilizzo dell'esperienza che il Wohnungsbaukombinat di Berlino (combinat per la costruzione di alloggi) aveva già in materia di costruzione monolitica industriale per edifici residenziali a molti piani.

## Antecedente

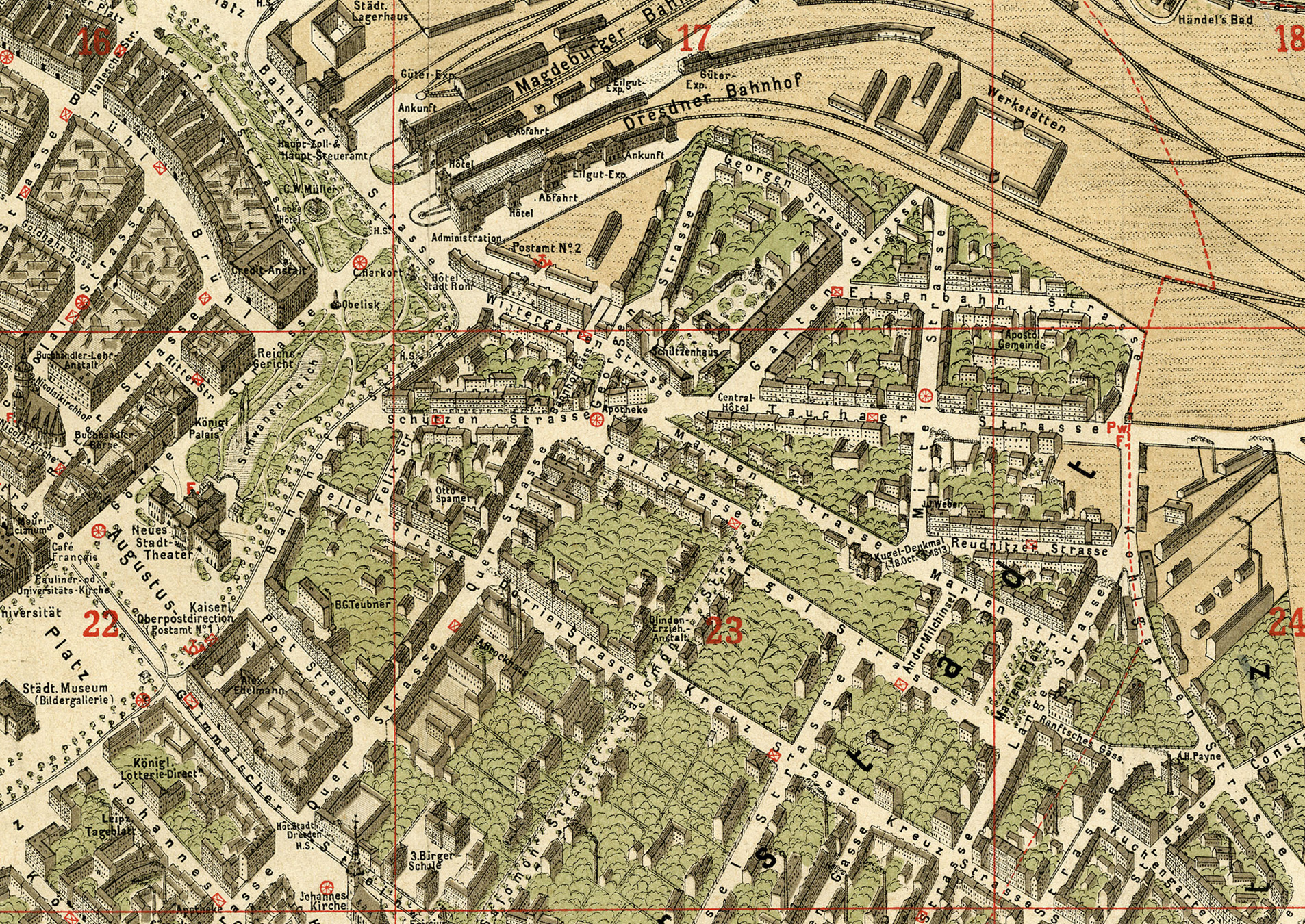
Piano dello sviluppo su Wintergartenstrasse (intorno al 1881)

Il nome Wintergartenhochhaus si riferisce, così come il nome della strada, a un giardino allestito lì nel 1809 che il suo proprietario Christian August Breiter fece arredare con serre (in tedesco: Wintergarten) per piante esotiche.
L'edificio fu costruito sul sito tra Schützenstraße (ex Hintergasse) e l'ex complesso del Wintergarten (giardino d'inverno), che nel primo terzo del XIX secolo si estendeva fino al cancello posteriore, all'incirca fino all'incrocio con l'odierna Chopinstraße. Nel corso dello sviluppo della Ostvorstadt a questo punto con il Krystallpalast (palazzo di cristallo) e gli edifici residenziali, furono costruiti alla fine del secolo vicino alla stazione all'inizio della Wintergartenstrasse i due hotel "Continental" e "Stadt Rom" (Città di Roma). Durante i bombardamenti aerei della seconda guerra mondiale, il secondo fu gravemente danneggiato e demolito nel 1969 per fare spazio alla costruzione del Wintergartenhochhaus.  Anche alcuni edifici residenziali sulla Schützenstraße, che originariamente avevano un collegamento diretto con il Promenadenring, furono demoliti per la costruzione del grattacielo.  L'accesso è ora bloccato da uno degli edifici prefabbricati di 10 piani su Georgiring, precedentemente costruiti tra il 1960 e il 1962. Un passaggio pedonale per il Georgiring esiste solo nel Wintergartenhochhaus.

## Architettura e descrizione

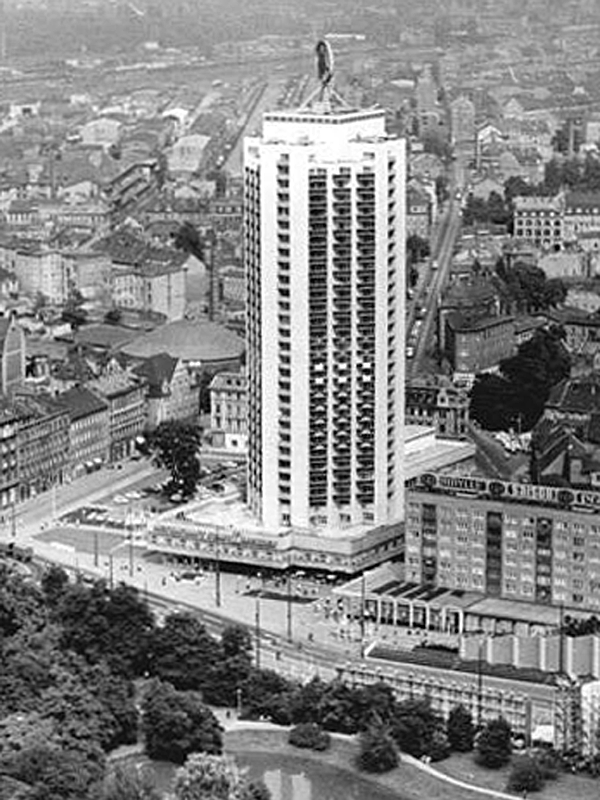
Wintergartenhochhaus con estensioni nel 1977

Pianta di Horst Siegel

Il progetto urbanistico-architettonico degli anni 1967/1968 è di Horst Siegel insieme ad Ambros G. Gross, Frieder Gebhardt, Hans-Peter Schmiedel e Manfred Zumpe. I suoi tratti caratteristici sono la pianta simmetrica con 16 angoli esterni e dodici logge a tre e quattro quadrati per piano, che danno l'impressione di un edificio ottagonale. Ha un diametro di 32,4 metri. Manfred Zumpe ha ripreso la forma del Wintergartenhochhaus pochi anni dopo nella sua casa dodecagonale, in cui i quattro lati diagonali hanno solo due invece delle tre logge triangolari.
L'elaborazione del progetto e la pianificazione dell'implementazione erano nelle mani di Frieder Gebhardt, Hartmut Stüber, Reinhard Vollschwitz, Achim Schulz e Friedhard Schinkitz.
È stato il primo grattacielo residenziale ad essere costruito nella RDT utilizzando il metodo di costruzione cassaforma semi-rampante con un rivestimento esterno finito. In origine dovevano essere costruite tre di queste case, ma solo una è stata costruita per motivi di costo. I puri costi di costruzione ammontavano a 52,88 milioni di marchi della RDT. In 26 mesi sono state utilizzate 2038 tonnellate di acciaio, 4784 tonnellate di cemento e 12.000 metri cubi di calcestruzzo. A causa delle difficili condizioni del terreno, è stato necessario erigerlo in una depressione del pavimento in cemento, che ha richiesto una perforazione del sottosuolo fino a una profondità di 50 metri.
Ai piedi del grattacielo è stato eretto un grande portico a due piani, che circonda l'edificio principale principalmente da ovest e da nord. In esso si trovavano il "centro commerciale della stazione centrale"  (grande magazzino self-service), il ristorante "Città di Dresda" con 220 posti a sedere, un ufficio postale e un "latte bar Moka".

## Ristrutturazione

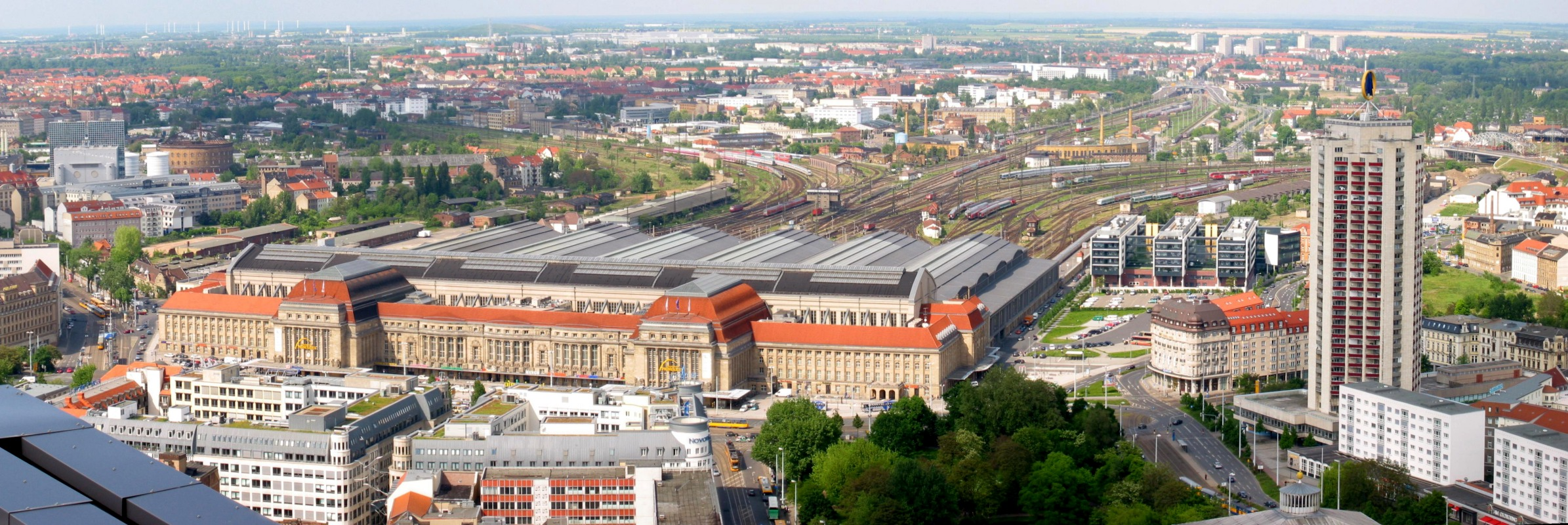
Vista dal City-Hochhaus alla stazione ferroviaria principale con il Wintergartenhochhaus prima della ristrutturazione (2004)

Nel 2004 e nel 2005 è stato completamente ristrutturato per 12,5 milioni di euro per essere un gioiello per il Campionato mondiale di calcio 2006. Il portico a due piani è stato demolito e alla base del grattacielo è stata allestita una zona a tre piani per inquilini commerciali. Oggi ci sono 29 monolocali, 78 bilocali e 100 trilocali e alcuni uffici nel Wintergartenhochhaus. Oltre il 95% degli appartamenti dispone di almeno un balcone o loggia. Il proprietario del grattacielo è la Leipziger Wohnungs- und Baugesellschaft di proprietà della città (LWB). Al posto degli edifici demoliti, dal 2015 ai piedi del Wintergartenhochhaus sono stati eretti il nuovo edificio LWB, un hotel e diversi edifici residenziali. Nella primavera del 2017 è stata rinnovata la doppia M rotante alla Fiera di Lipsia. I 600 metri di tubi fluorescenti sono stati sostituiti dai led, anche per ragioni di costo. In occasione del centenario del marchio della Fiera di Lipsia, il 4 settembre 2017 è stato installato un »100« alto quattro metri e largo sei metri.
Da aprile 2021 a marzo 2022 sono stati sostituiti gli ascensori utilizzati per i piani residenziali, da ultimo rinnovati nel 1998. A tale scopo, tutte le installazioni nei quattro vani, ciascuna alta 87 metri, sono state rimosse e sostituite con nuovi e moderni sistemi di ascensori.